# 굿 럭 투 유, 리오 그랜드
《굿 럭 투 유, 리오 그랜드》(영어: Good Luck to You, Leo Grande)는 2022년 개봉한 영국의 섹스 코미디 드라마 영화로, 소피 하이드가 감독을 맡았다. 배우들 연기를 중심으로 좋은 평가를 받았으며, 2023년 제76회 영국 아카데미 영화상에서 에마 톰프슨과 대릴 매코맥이 각각 여우주연상과 남우주연상 후보에 올랐다. 톰프슨은 제80회 골든 글로브상 뮤지컬·코미디 영화 부문 여우주연상 후보에도 지명되었다.

## 줄거리
은퇴한 종교 교사 낸시는 한 호텔에서 남성 성노동자 리오와 예약 만남을 가지기 시작한다. 낸시는 평생 유일한 성관계 상대였던 남편과 31년간 함께 하다가 2년 전 사별했으며, 그간 정상위만 실천하면서 오르가슴을 단 한 번도 느껴본 적 없다. 낸시는 리오와 펠라티오, 커닐링구스 등 버킷 리스트 목록을 하나씩 모험해나가는 한편 리오에게 격려 받으며 몸과 나이를 재인식하고 자기존중감을 되찾는다. 낸시 또한 가족과 관계가 좋지 않은 리오가 문제에 직면하고 가족과 다시 연결되도록 돕는다.

## 출연
- 에마 톰프슨 - 낸시 스토크스 / 수전 로빈슨 역
- 대릴 매코맥 - 리오 그랜드 / 코너 마틴 역
- 이저벨라 로클런드 - 베키 역